# C17H15N3O4
化学式C17H15N3O4（摩尔质量：325.318 g/mol）可以指：
- 莫曲西泮，CAS号：29442-58-8
- 巴洛沙韦杂质15，CAS号：2365472-39-3

|  | 这个同类索引页列出了具有相同分子式的化学物（即同分異構體）条目。 除非您是有意链接至本页，否则应将相应条目的内部链接指向正确的条目。 |